# Florence Kiplagat
Florence Kiplagat (Kenia, 27 de febrero de 1987) es una deportista keniana, especialista de carreras de fondo. Ha ganado la maratón de Chicago en dos ocasiones: en 2015 con un tiempo de 2:23:33, y en 2016 en un tiempo de 2:21:32. Además, ha sido tercera en la maratón de Londres de 2016. Y ganó la medalla de oro en el Campeonato Mundial de Campo a Través de 2009 celebrado en Amán, Jordania.